# Antoine Jean Sticotti
Antoine Jean Sticotti ou Antoine-Fabio Sticotti est un comédien, dramaturge, théoricien du théâtre et écrivain français, né dans le Frioul en 1715 et mort en 1772.

## Biographie
Fils de l'acteur Fabio Sticotti et de la cantatrice Ursule Astori, il arrive à Paris avec ses parents en 1716, quand ceux-ci sont engagés au Théâtre-Italien. Il débute comme acteur dans ce théâtre en 1729 et y joue les rôles de Lélio puis de Pierrot et de Pantalon. Il épouse le 13 août Marie Claude Duflos.
Il joue au Théâtre-Italien jusqu'en 1759, date à laquelle il quitte Paris pour passer au service du roi Frédéric II de Prusse.
Sticotti écrit des comédies pour le Théâtre-Italien. Il s'agit souvent de parodies de pièces récentes ou qui ont fait l'objet de reprises récentes : ainsi en 1759 Mérope travestie est une parodie de la tragédie Mérope de Voltaire qui a fait l'objet d'une reprise réussie de au cours de la saison 1758-1759 ; Amadis en 1760 est une parodie de l'Amadis de Lully créé en janvier 1684 et qui venait d'être repris en 1759 à l'Académie royale de musique. Il écrit aussi pour d'autres théâtres parisiens : en janvier-février 1744 son Arlequin Roland, parodie de l'opéra Roland de Lully, est à l'affiche du Théâtre de l'Hôtel de Bourgogne. Il écrit également des pièces de circonstance.
Une partie de son œuvre théâtrale est écrite en collaboration, notamment avec François-Charles Panard ou l'abbé Morambert (Antoine Jacques Labbet, 1721-17..)
Antoine-Fabio Sticotti publie en 1769 (avec une seconde édition en 1770) Garrick ou Les acteurs anglais, ouvrage qui a joué un rôle dans la genèse du Paradoxe sur le comédien de Diderot,.
Sticotti a également publié deux dictionnaires. En 1769 il rédige avec l'abbé Antoine Sabatier de Castres un Dictionnaire des passions, des vertus, et des vices, ou Recueil des meilleurs morceaux de morale pratique, tirés des auteurs anciens et modernes, étrangers et nationaux en deux volumes, qui se veut une riposte aux dictionnaires philosophiques des Lumières : l'ouvrage attaque le libertinage, le matérialisme, l'obscénité, dont la responsabilité est imputée aux écrivains philosophes. Son Dictionnaire des gens du monde, historique, littéraire, critique, moral, physique, en cinq volumes, est publié l'année suivante sans nom d'auteur. C'est un ouvrage de culture générale, qui propose en ordre alphabétique les sujets les plus divers ((élasticité de l’air, art de la coiffure, grammaire, politique internationale, crédit, sorcellerie, immatérialité de l’âme, infidélité, jeux de cartes, comédiens ...). Sticotti traite chaque sujet sous forme de dialogues ou de monologues rédigés dans un style théâtral et un florilège d’extraits de divers auteurs (avec une prédilection pour ceux des XVIIe et XVIIIe siècles).

## Œuvres
- Cybelle amoureuse, parodie nouvelle d'Atis, Paris, Prault père, 1738 Lire en ligne.
- Les Faux Devins, 1739 (avec Pierre Nicolas Brunet).
- Complimens pour la closture et pour l'ouverture [de la Comédie Italienne le 6 avril 1737], Paris, veuve Delormel, 1737.
- Roland, parodie nouvelle. Représentée pour la première fois par les Comédiens italiens ordinaires du Roy, le 20 janvier 1744, Paris, Prault fils, 1744, 48 p. (avec François-Charles Panard).
- L'Impromptu des acteurs. Comédie en un acte en vers, Paris, Pierre-Nicolas Delormel, 1745, 32 p. (avec François-Charles Panard) Lire en ligne.
- Les Festes sincères, comédie en un acte et en vers au sujet de la convalescence du Roy, représentées par les Comédiens italiens ordinaires du Roi, le 5 octobre 1744, 1745 (avec François-Charles Panard).
- Le Carnaval d'été, ou le Bal aux boulevards, Paris, Nicolas-Bonaventure Duchesne, 1759, 45 p. (avec l'abbé de Morambert ; parodie du Carnaval du Parnasse, ballet héroïque de Louis Fuzelier et Mondonville, créé en 1749 et repris le 22 mai 1759).
- Arlequin couronné par Colombine. Parodie de César et de Cléopatre, Berlin, 1753.
- Mérope travestie : dédiée à M. de Voltaire, Berlin, 1759, 36 p. Lire en ligne.
- Amadis, parodie nouvelle de l'opéra, meslée d'ariettes, représentée pour la premiere fois sur le Théâtre des Comédiens Italiens, le 31 decembre 1759, Paris, André-Charles Cailleau, 1760, 42 p. (avec l'abbé de Morambert).
- L'Art du théâtre, poême didactique, historique et moral, Berlin, Jasperd et Bourdeaux, 1760, 16 p.
- Alzaïde tragédie, Berlin, G. J. Decker, 1761.
- L'Amour capitaine. Fête sur le retour du roi, Berlin, Samuel Pitra, 1763.
- Le Sauvage hors de condition. Tragédie allégorico-barbaresque en un acte en vers, Berlin, 1764[9].
- Le sauvage en contradiction. Conte moral, Londres, J. Nourse, 1764, 35 p.
- Garrick ou les Auteurs anglais, Paris, Lacombe, 1769 ; seconde édition en 1770 : Garrick ou Les acteurs anglais. Traduit de l'anglais. Ouvrage contenant des observations sur l'art dramatique, sur l'art de la représentation et le jeu des acteurs, Paris, Jean-Pierre Costard, 1770, XXI-200 p. Lire en ligne.
- Dictionnaire des passions, des vertus, et des vices, ou Recueil des meilleurs morceaux de morale pratique, tirés des auteurs anciens et modernes, étrangers et nationaux, Paris, Vincent, 1769, 2 vol. 2 vol., édité avec l'abbé Antoine Sabatier de Castres Lire en ligne.
- Dictionnaire des gens du monde, historique, littéraire, critique, moral, physique, militaire, politique, caractéristique & social : où l'on traite des mœurs, des loix, des usages, du caractère & des intérêts des François & des Anglois ; des nations anciennes & modernes ; des arts utiles, des arts agréables, & généralement de tout ce qui peut avoir rapport aux différentes circonstances de la vie humaine, Paris, Jean-Pierre Costard, 1770, 5 vol. lire en ligne : tome II ; lire en ligne : tome V.
- Les Soupirs d'Euridice aux Champs Élisées, La Haye, Paris, Jean-Pierre Costard, 1770. Lire en ligne.